# Лопатка (нос)
 Тази статия е за географският нос.  За костта вижте Лопатка (кост).  
Лопатка е географски нос, крайна южна точка на полуостров Камчатка.
От запад бреговете на носа се мият от Охотско море, а от изток от Тихи океан. На 11 km в югозападна посока се намира най-северният от Курилските острови, Шумшу. Те са разделени от Първия Курилски проток.
На носа се намират изоставени метеорологична станция и гранична застава. Релефът е каменист, растителността е тундрова. В района духат силни ветрове, често вали, а слънчевите дни са рядкост.